# Petra Frey
Petra Frey (Wattens,  Tirol, 27 de junho de 1978) é una cantora austríaca. Já gravou vários álbuns e participou no Festival Eurovisão da Canção 1994.

## Biografia
Frey lançou o seu primeiro álbum, Herz in Sicht em 1993. Petra representou a Áustria no Festival Eurovisão da Canção 1994 com canção "Für den Frieden der Welt" ("Pela paz no mundo"), que se classificou em 17.º lugar (entre 25 participantes). 

## Discografia

### Álbuns
- 1993 – Herz in Sicht
- 1994 – Bloß Träume im Kopf
- 1996 – Liebst Du mich
- 1997 – Küß mich
- 1999 – Heiß und Kalt
- 2000 – Geboren um Dich zu lieben
- 2001 – Made in Austria
- 2002 – Das ist mein Leben
- 2003 – Nimm mein Herz
- 2004 – Freyheiten
- 01/2007 Göttlich weiblich
- 02/2008 Selbstbewusst
- 04/2009 Feuer und Eis